# Ryan Auger
Ryan Scott Auger (born 9 tháng 5 năm 1994) là một cầu thủ bóng đá người Anh.

## Sự nghiệp
Auger bắt đầu sự nghiệp với học viện trẻ Southend United, kí một bản hợp đồng chuyên nghiệp vào tháng 6 năm 2013. Anh ra mắt Football League vào ngày 26 tháng 10 năm 2013 trong thua 3–1 trên sân khách trước Newport County.